# 25. studenoga
25. studenoga (25. 11.) 329. je dan godine po gregorijanskom kalendaru (330. u prijestupnoj godini).
Do kraja godine ima još 36 dana.

## Događaji
- 1916. – potonuo HMHS Britannic u Grčkoj kraj otoka Kee
- 1936. – U Berlinu, Treći Reich i Japan potpisali Antikominterna pakt, kojim su dogovorili sigurnosne mjere u slučaju neočekivanog napada Sovjetskog Saveza
- 1952. – Prvi je puta prikazana predstava Mišolovka (The Mousetrap), britanske spisateljice Agathae Christie, koja do danas drži rekord najdužeg prikazivanja u londonskom St. Martin's Theatreu
- 1973. – Izveden vojni udar u Grčkoj

| - 1493. – Hozana Kotorska, katolička blaženica († 1565.) - 1686. – Franjo Sušnik, hrvatski pisac i leksikograf († 1739.) - 1828. – Franjo Rački, hrvatski povjesničar, političar, publicisti kulturni djelatnik († 1894.) - 1844. – Carl Benz, njemački izumitelj i konstruktor prvog automobila († 1929.) - 1866. – Franjo Bučar, hrvatski povjesničar i sportski djelatnik († 1946.) - 1880. – Milutin Cihlar Nehajev, književnik i novinar († 1931.) - 1881. – papa Ivan XXIII. († 1963.) - 1915. – Augusto Pinochet, čileanski diktator († 2006.) - 1918. – Frane Matošić, hrvatski nogometaš i nogometni trener († 2007.) - 1924. – Ante Marković, hrvatski političar († 2011.) - 1935. – Mirko Sabolović, hrvatski romanopisac, književnik i scenarist († 2005.) - 1967. – Anthony Nesty, surinamski plivač - 1971. – Christina Applegate, američka glumica - 1983. – Luka Juričić, hrvatski glumac - 1988. – Nodar Kumaritašvili, gruzijski sanjkaš († 2010.) - 1992. – Mario Šoštarić, hrvatski i slovenski rukometaš | - 1885. – Mate Bastian, hrvatski književnik i političar (* 1828.) - 1934. – Nicholas Edward Brown, engleski taksonom (* 1849.) - 1959. – Gérard Philipe, francuski glumac (* 1922.) - 1967. – Ossip Zadkine, francuski kipar (* 1890.) - 1977. – Matija Bravničar, slovenski skladatelj (* 1897.) - 1992. – Joseph Arthur Ankrah, ganski predsjednik (* 1915.) - 2020. – Diego Maradona, argentinski nogometaš (* 1960.) - 2024. – Žarko Savić, hrvatski i srpski kazališni, televizijski i filmski glumac (* 1949.) |

## Blagdani i spomendani
- Sveta Katarina Aleksandrijska
- Međunarodni dan protiv nasilja nad ženama
- Dan državnosti u Bosni i Hercegovini i Surinamu